# Dinko Tomašić
Dinko Antun Tomašić (Smokvica, 23. travnja 1902. - Bloomington, Indiana, 7. kolovoza 1975.) je bio hrvatski sociolog i akademik.
Rođen je u Smokvici na otoku Korčuli u Hrvatskoj. Studirao je na pravnom fakultetu sveučilišta u Zagrebu i sveučilišta u Parizu te predavao u Zagrebu. Nakon imigracije u SAD oko 1943. godine postao je član fakulteta na sveučilištu u Indiani. Također je radio za ratno zrakoplovstvo SAD-a i radio "Slobodna Europa". Tomašić je bio autor brojnih publikacija o različitim aspektima sociologije međunarodnih odnosa.

## Radovi
- "Utjecaj ruske kulture na sovjetski komunizam" Glencoe: Free press, 1953, ISBN 1-121-82476-5 1-121-82476-5
- "Identitet i kultura u istočno europskoj politici" MIT press, 1948, ISBN 0-262-20002-3
- "Prilog na reakciju ruralne zajednice Srba u Hrvatskoj na posljednje društvene i ideološke inovacije" Institut za Istočno-europske studije, Sveučilište Indiana, 1950, АСИН: B0006CZOFI
- "Problem jedinstva svjetskog komunizma" Sveučilište Marquette, Slavenski Institut, 1962, АSIN: B0006BT9Q4

## Vanjske poveznice
- Unakrsno ispitivanje Stjepana g. Meštrovića - unakrsno ispitivanje Stjepana G. Meštrovića na Međunarodnom kaznenom sudu za bivšu Jugoslaviju razmatrajući dio  rada Dinka Tomašića
- Sociologija Dinka Tomašića - Opisi nekih znanstvenih radova o Tomašiću.
- Nasilni gorštaci i miroljubivi ravničari: upotreba i zloupotreba etno-geografije na Balkanu od Versaillesa do Daytona E sej uključujući analizu Tomašićevog :"Osobnosti i kulture u istočnoeuropskoj politici"
- Meštrović, Stjepan G. 1993. Habits of the Balkan Heart. Texas A & M University Press. College Station, Texas.  "Kulturološko tumačenje kolapsa komunizma u bivšoj Jugoslaviji", koja često navodi rad Dinka Tomašića.